# Juegos Bolivarianos de 2013
Los XVII Juegos Bolivarianos, también llamados XVII Juegos Bolivarianos Trujillo 2013 fueron un evento multideportivo que se realizaron en la ciudad de Trujillo, Perú desde el 16 al 30 de noviembre de 2013. Trujillo fue la sede principal de los Juegos Bolivarianos y tuvo designado como sub sedes a las ciudades de Lima y Chiclayo.
La inauguración se realizó en el Estadio Chan Chan de Trujillo y estuvo a cargo del Presidente del Perú Ollanta Humala. Esta edición de los Juegos Bolivarianos contó con la participación de atletas de 11 países latinoamericanos compitiendo en 57 disciplinas deportivas.

## Designación de la sede

### Elección de la ciudad sede
La Organización Deportiva Bolivariana (ODEBO) asignó a la ciudad de Panamá el 5 de mayo de 2010 como sede de los Juegos Bolivarianos de 2013. El anuncio de la elección lo hizo la ODEBO, que descartó las candidaturas de Ecuador y Venezuela. La candidatura de Venezuela fue descartada por no contar con el aval del presidente Hugo Chávez y la de Ecuador por haberse inscrito fuera de tiempo.

### Panamá 2013
El 20 de octubre de 2010, la Organización Deportiva Bolivariana decidió retirarle la sede a Panamá. La organización explicó que la coexistencia de dos presidentes del Comité Olímpico de Panamá y el conflicto existente entre Miguel Vanegas y Miguel Sánchiz. El primero por la Corte Suprema de Justicia de Panamá y el segundo por el Comité Olímpico Internacional. El presidente de Panamá, Ricardo Martinelli comentó al respecto:

«Voy a dar un batazo a esos dos... Yo voy a pedir públicamente a esos dos dirigentes que renuncien por el bien del país y que depongan sus intereses mezquinos que tienen ellos».
Ricardo Martinelli.

### Trujillo 2011
A inicios de 2011 el nombre de Trujillo (Perú) tomó fuerza para ser sede de los juegos, la comisión de la ODEBO viajó a la ciudad peruana para hacer una inspección visual de sus instalaciones, el examen arrojó que Trujillo estaba a la altura de los juegos por lo que la ciudad los podía albergar en 2013, la confirmación de esta sede se hizo pública el 7 de febrero en Río de Janeiro. El presidente del Comité Olímpico Peruano comentó al respecto:

«La Odebo ha informado formalmente que es Trujillo la única alternativa que se va a votar, y eso indica que las probabilidades corren bastante a favor. Incluso, ya hay una gran mayoría de países que han asegurado el voto a Perú».
José Quiñones.

Con esta sede, es la tercera vez que una ciudad peruana organizó los juegos.

## Símbolos

### Mascota
La imagen símbolo o personaje oficial de los XVII Juegos Bolivarianos fue El Chalancito, personaje típico del jinete y ranchero o chalán de la ciudad de Trujillo y del norte peruano, este símbolo está muy ligado al tradicional caballo de paso y al baile folclórico de la marinera. Entre las características más resaltantes del Chalancito se encuentran:
- Posee un poncho de color blanco el cual está bordado con la imagen del Dios degollador de la cultura moche.
- En el medio lleva el logotipo de los XVII Juegos Bolivarianos.
- Lleva un sombrero color marrón de paja que tiene un bordado con los antiguos frisos de la cultura chimú observados en Chan Chan.
- Lleva el escudo de la ciudad de Trujillo en el sombrero.
- Lleva un pañuelo de color rojo en el cuello.
- Tiene un pantalón de color blanco y zapatos negros.

## Escenarios deportivos en la sede principal
En Trujillo los XVII Juegos Bolivarianos se desarrollaron en diferentes escenarios deportivos ubicados en Huanchaco, Salaverry, Víctor Larco, Centro Histórico de Trujillo así como en el Complejo Deportivo Mochica Chimú. Los Juegos Bolivarianos se inauguraron el día 16 de noviembre en el Estadio Chan Chan y también se tuvo como escenarios principales el Coliseo Gran Chimú, además de otros recintos deportivos entre los cuales se encontraban los siguientes:
- Complejo Deportivo Mansiche, ubicado en el centro histórico de la ciudad, contiene las instalaciones del Estadio Mansiche, Coliseo Gran Chimú, Piscina Olímpica Mansiche y otros recintos deportivos. En este complejo se desarrollaron entre otras disciplinas fútbol masculino, voleibol, natación.
- Complejo Deportivo Mochica Chimú, contiene al Estadio Chan Chan y el Polideportivo Huaca del Sol. En el Estadio Chan Chan se desarrollaron competencias de atletismo y en el polideportivo lucha y taekwondo.
- Complejo Deportivo Golf y Country Club de Trujillo, ubicado en Víctor Larco, en este complejo deportivo se desarrollaron algunas competencias como tenis y golf.
- Estadio de Huanchaco, para competencias de tiro con arco.
- Coliseo Luz Marina de Moche, para el desarrollo del torneo de judo.
- Puerto de Salaverry, para competencias de triatlón, natación en aguas abiertas.[12]
- Complejo Deportivo de Huanchaco, ubicado en el balneario de Huanchaco para el desarrollo de competencias de voleibol de playa.[13]
- Coliseo San José Obrero, para el desarrollo de esgrima y karate.

## Países participantes

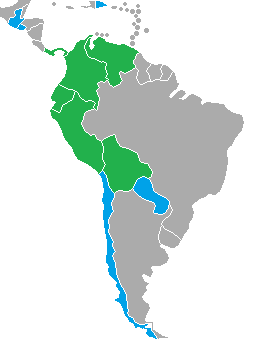
Países participantes de los Juegos Bolivarianos de 2013
Países miembros de ODEBO
Países invitados

Para la XVII versión de los Juegos Bolivarianos, los seis países participantes en la Odebo enviaron delegaciones de deportistas. También tomaron parte del evento cinco países invitados. A continuación, la lista de los países participantes:
| País                         | Número de atletas | Deportes |
| ---------------------------- | ----------------- | -------- |
| Bolivia (BOL)                | 355               | 35       |
| Colombia (COL)               | 515               | 45       |
| Ecuador (ECU)                | 580               | 50       |
| Perú (PER)                   | 796               | 53       |
| Panamá (PAN)                 | 112               | 19       |
| Venezuela (VEN)              | 806               | 53       |
| Chile (CHI) *                | 388               | 46       |
| El Salvador (ESA) *          | 135               | 29       |
| Guatemala (GUA) *            | 380               | 41       |
| Paraguay (PAR) *             | 103               | 25       |
| República Dominicana (DOM) * | 233               | 30       |

* Países invitados.

## Deportes
Los XVII Juegos Bolivarianos tienen 57 disciplinas en competencia. La siguiente lista conforma las disciplinas deportivas que se disputaron durante los juegos.
| - Actividades subacuáticas (detalles) - Aguas Abiertas (detalles) - Ajedrez (detalles) - Atletismo (detalles) - Bádminton (detalles) - Baloncesto (detalles) - Balonmano (detalles) - Béisbol (detalles) - Billar (detalles) - Boliche (detalles) - Boxeo (detalles) - Canotaje (detalles) - Ciclismo (detalles) - Clavados (detalles) - Equitación (detalles) - Escalada (detalles) | - Esgrima (detalles) - Esquí acuático (detalles) - Frontón (detalles) - Fútbol (detalles) - Fútbol sala (detalles) - Gimnasia artística (detalles) - Gimnasia rítmica (detalles) - Golf (detalles) - Hockey sobre césped (detalles) - Judo (detalles) - Karate (detalles) - Levantamiento de pesas (detalles) - Lucha (detalles) - Nado sincronizado (detalles) - Natación (detalles) - Patinaje (detalles) - Polo acuático (detalles) | - Raquetbol (detalles) - Remo (detalles) - Rugby 7 (detalles) - Sóftbol (detalles) - Squash (detalles) - Surf (detalles) - Taekwondo (detalles) - Tenis (detalles) - Tenis de mesa (detalles) - Tiro con arco (detalles) - Tiro deportivo (detalles) - Triatlón (detalles) - Vela (detalles) - Voleibol (detalles) - Voleibol playa (detalles) - Wushu (detalles) |

## Desarrollo

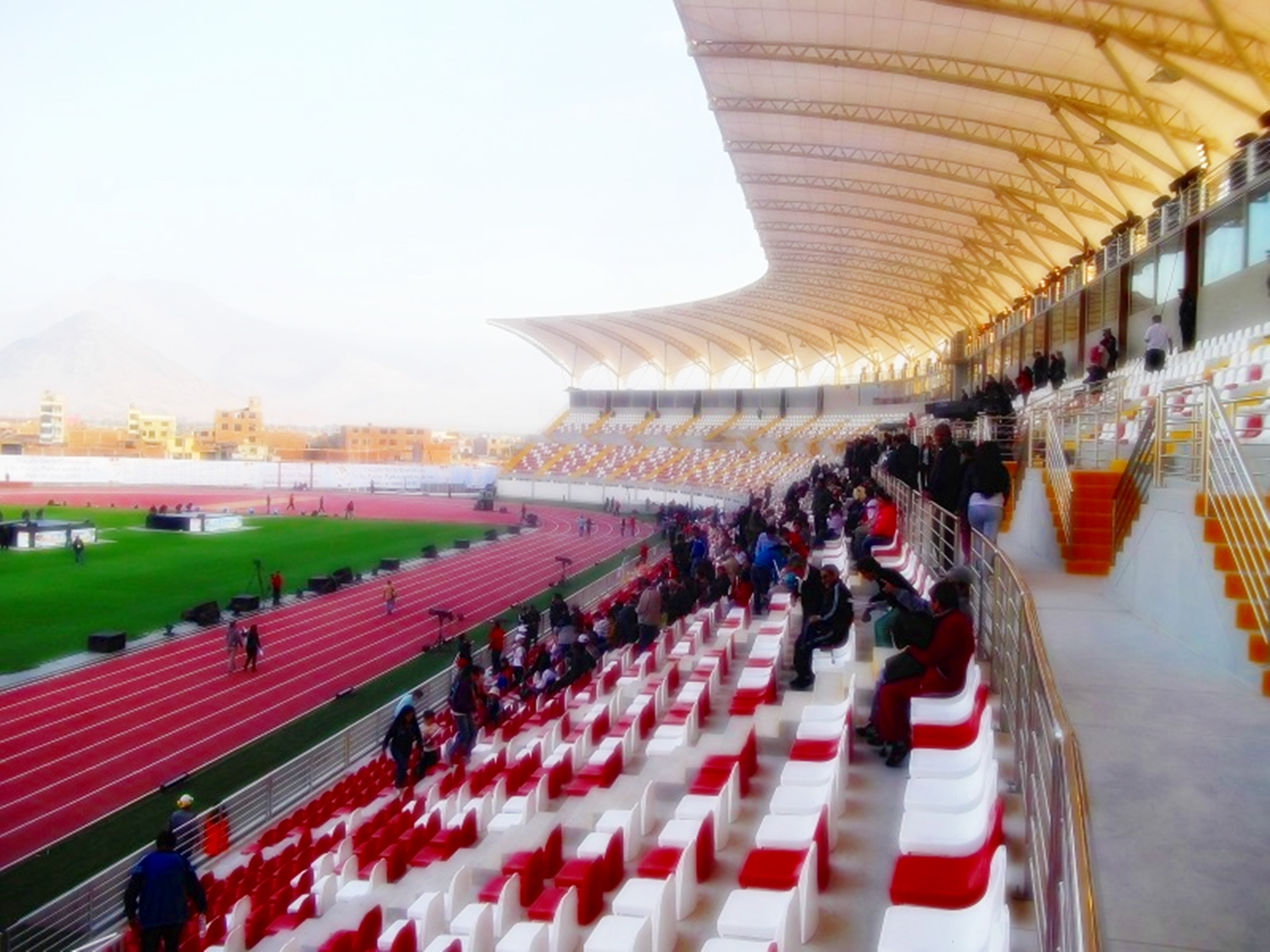
Los Juegos Bolivarianos Trujillo 2013 fueron inaugurados el 16 de noviembre de 2013 en el Estadio Chan Chan del Complejo Deportivo Mochica Chimú.

Los XVII Juegos Bolivarianos Trujillo 2013 fueron inaugurados el 16 de noviembre de 2013 en el Estadio Chan Chan con la participación de varias autoridades de la ciudad de Trujillo, de la Organización Deportiva Bolivariana, del Instituto Peruano del Deporte así como también del presidente Ollanta Humala. Colombia fue el país ganador de los XVII Juegos Bolivarianos con mayor número de medallas de oro, seguido de Venezuela y Ecuador.
La clausura de los Juegos Bolivarianos tuvo lugar en ceremonia llevada a cabo en el Estadio Mansiche el 30 de noviembre de 2013 en la cual se hizo entrega de la Bandera Bolivariana al alcalde de la ciudad de Santa Marta donde se realizarán los Juegos Bolivarianos de 2017. Respecto al desarrollo de los Juegos Bolivarianos 2013 en la ceremonia de clausura de los mismos el presidente de la ODEBO, Danilo Carrera, manifestó:

«A Trujillo se la recordará siempre en nuestra memoria porque aquí se organizaron los juegos más exitosos de la historia del deporte bolivariano».
Danilo Carrera.

## Medallero
País organizador (Perú)
| Núm. | País                       | Oro | Plata | Bronce | Total |
| ---- | -------------------------- | --- | ----- | ------ | ----- |
| 1    | Colombia (COL)             | 166 | 135   | 113    | 414   |
| 2    | Venezuela (VEN)            | 161 | 168   | 128    | 457   |
| 3    | Ecuador (ECU)              | 66  | 71    | 92     | 229   |
| 4    | Perú (PER)                 | 61  | 61    | 104    | 226   |
| 5    | Chile (CHI)                | 44  | 57    | 79     | 180   |
| 6    | Guatemala (GUA)            | 18  | 23    | 35     | 76    |
| 7    | República Dominicana (DOM) | 18  | 17    | 44     | 79    |
| 8    | Paraguay (PAR)             | 9   | 7     | 8      | 24    |
| 9    | Bolivia (BOL)              | 7   | 7     | 18     | 32    |
| 10   | El Salvador (ESA)          | 6   | 9     | 11     | 26    |
| 11   | Panamá (PAN)               | 6   | 6     | 22     | 34    |